# Kvant-2

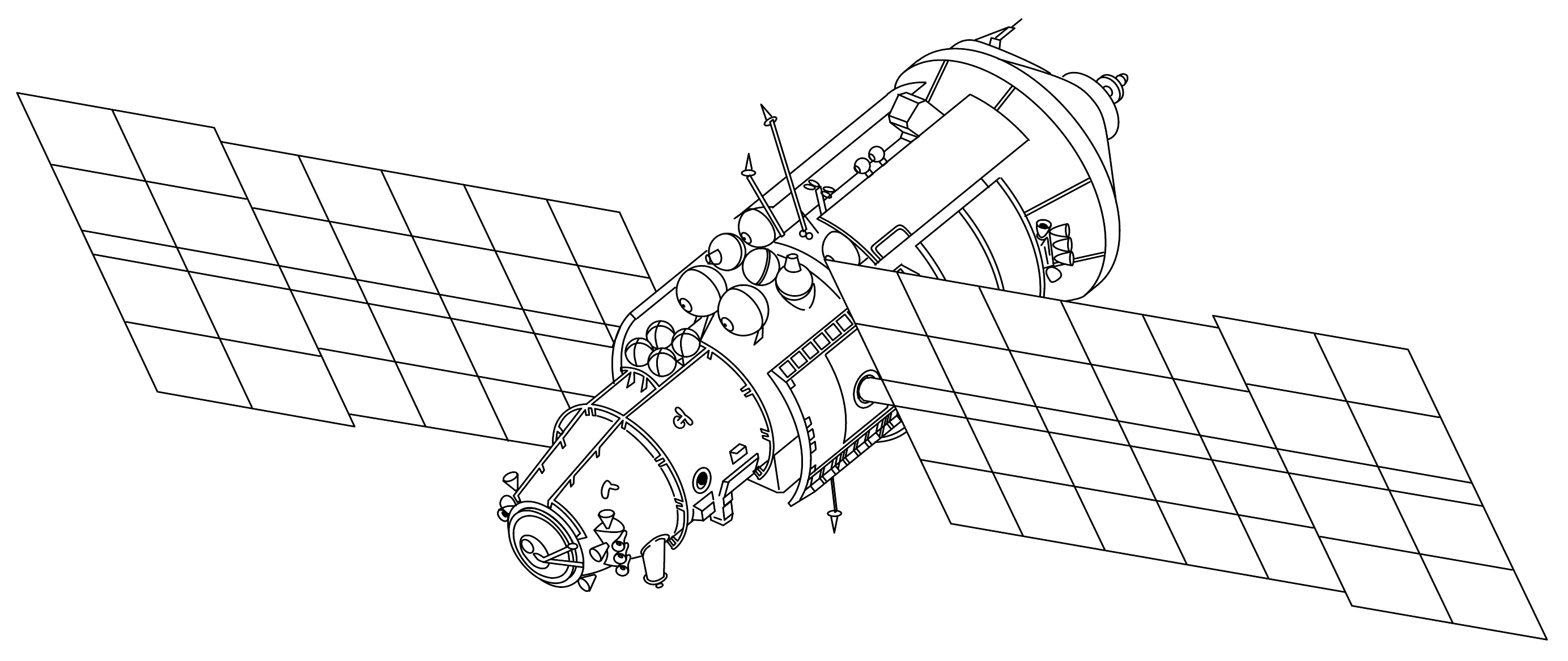
Kvant-2

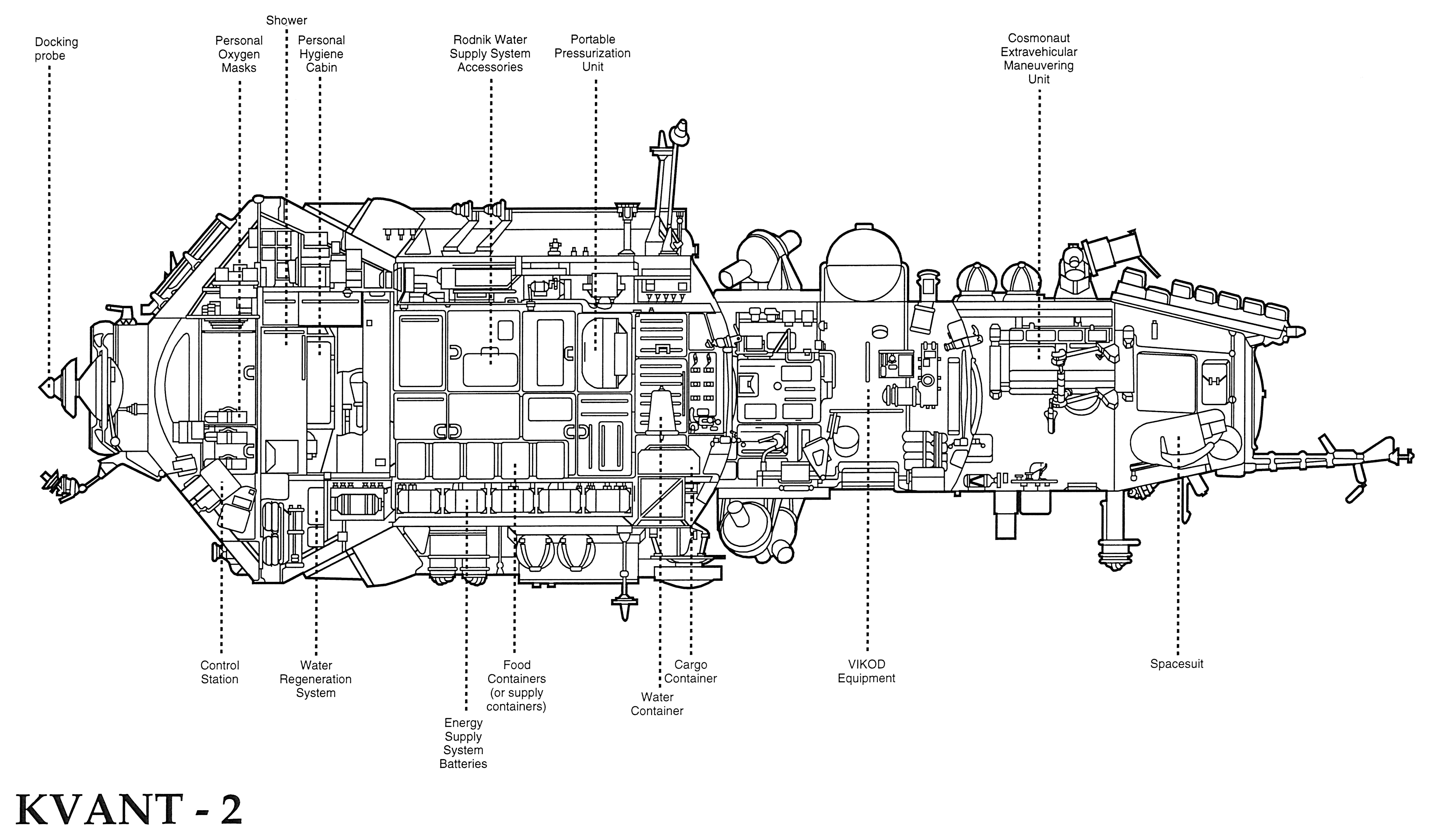
Spaccato del Kvant-2

Kvant-2 (russo: Квант; quanto) (77KSD, TsM-D, 11F77D) fu il terzo modulo della Mir, la seconda aggiunta al modulo principale.
Il suo scopo primario era quello di fornire alla Mir nuovi esperimenti scientifici, un miglior sistema di supporto vitale e un airlock per consentire le EVA.
Fu lanciato con un razzo Proton il 26 novembre 1989 e si agganciò alla stazione il 6 dicembre.
| Portale | Portale astronautica |